# 乌玛·阿尔托宁
乌玛·阿尔托宁（Ulla-Maija "Uma" Aaltonen，1940年8月28日—2009年7月13日），芬蘭作家、記者和綠色聯盟政治人物。
阿尔托宁是以芬兰广播公司和Eeva杂志记者及青少年性启蒙教育者而著称。当她在二十世纪七十年代在芬兰各地学校讲课时，她着重讲述性启蒙和防毒品滥用方面的教育。
1993年她被诊断出多发性硬化症。她并没有隐瞒自己的病情，并质问为什么在芬兰患者只有在疾病晚期时才能得到治疗。
在二十世纪九十年代她开始步入政坛。在1994年芬兰总统竞选中她成为芬兰瑞典族人民党候选人Elisabeth Rehn的竞选主任。在2001至2004年间她是洛赫亚市镇议会的议员，去世前她还是维赫蒂市镇议会的议员。
从2003年至2004年，当她的同黨政客 Heidi Hautala 在任期内离开歐洲議會回到芬蘭議會後，她作为候补而成为歐洲議會正式议员。她所属的党团是歐洲綠黨 - 歐洲自由聯盟。在欧洲议会里她努力推动多发性硬化症病人的权利。